# 왓카나이역
왓카나이역(일본어: 稚内駅, わっかないえき)은 일본 홋카이도 왓카나이시에 위치하는 철도역이다. 현존하는 일본 국내의 철도역으로서는 최북단에 소재한다.

## 역사

### 연표
- 1923년(다이쇼 12년) 5월 1일：왓박 항로 개설.
- 1924년(다이쇼 13년) 11월 10일:왓카나이 연락 대합소 개설.
- 1928년(쇼와 3년) 12월 26일: 소야선 왓카나이역(현재의 난왓카나이역) - 당역간 연신 개업. 개업시의 역명은 왓카나이항 역(모르는 미나토에키). 일반 역.
- 개업시의 역사는, 왓카나이 연락 대합소의 건물을 개수한 후에 이용하고 있었다고 추측되고 있다. ‘왓박항로’로의 연락을 중요하게 하고 있었기 때문에 시가지와는 반대측의 바다측에 역사가 있었다.
- 1938년(쇼와 13년)
- 6월 30일: 역사를 시가지측으로 이전(2대째 역사).
- 10월 1일：왓카나이 부두역 개업(당역 구내의 가승강장 취급).
- 1939년(쇼와 14년) 2월 1일: 역명을 왓카나이역으로 개칭.
- 1945년(쇼와 20년) 8월 25일:왓박 연락선 운항 정지해, 왓카나이 부두역이 사실상 폐지.
- 1949년(쇼와 24년) 6월 1일: 공공 기업체인 일본 국유 철도(국철)에 이관.
- 1952년(쇼와 27년) 11월 6일: 미나미왓카나이역 이전에 따라, 미나미왓카나이역과의 사이의 킬로 정도가 1.2 km에서 2.7 km로 변경.
- 1965년(쇼와 40년) 10월 1일：역사 재건축에 의해, 3대째역사 사용 개시.
- 1967년(쇼와 42년): 이부스키역과 「자매역」 제휴.
- 9월 6일 : 쇼와 천황, 香淳皇后가 도내를 행행 계몽. 왓카나이역발, 삿포로역행의 부르는 열차가 운전.
- 10월 1일: 미도리의 창구 설치.
- 1970년(쇼와 45년) 3월 1일: 보조 컨테이너 기지 설치.
- 1973년(쇼와 48년) 10월 1일: 컨테이너 기지로 승격
- 1975년(쇼와 50년) 11월: 미나미왓카나이역-왓카나이역 간의 고가 공사(전장 1.1 km)가 완성. 아울러 플랫폼을 50m 연장하여 유효 길이 250m로 한다.
- 1984년(쇼와 59년) 2월 1일: 화물 취급 폐지, 나고기역-왓카나이역 간의 화물열차도 폐지가 된다.
- 1985년(쇼와 60년) 5월：국철의 잉여 인원 대책으로서, 구내에 국철 직영의 기념품점을 개설.
- 1986년(쇼와 61년) 11월 1일: 신문지를 제외하고 짐 취급 폐지.
- 1987년(쇼와 62년) 4월 1일: 국철 분할 민영화에 의해, 홋카이도 여객 철도(JR홋카이도)의 역이 된다.
- 1991년(헤세이 3년) 10월 25일: 신문지의 취급 폐지.
- 2000년(헤세이 12년) 3월 11일: 특급 「슈퍼 소야」・「사로벳」 운전 개시에 의해, 특급 열차 발착역이 된다.
- 2006년(헤세이 18년) 3월 18일: 야행 특급 「리시리」가 계절 운전의 「하나타비 리시리」가 된다.
- 2007년(헤세이 19년) 9월 30일: 임시 야행 특급 “하나타비 리시리” 폐지. 야간 열차의 운행 종료.
- 2010년(2010년) 1월 30일:2번선 폐지.
- 2011년(헤세이 23년) 4월 3일: 전날의 영업으로 구역사(3대째 역사)를 폐쇄해, 신역사 잠정 개업. 관련 일본 최북단 선로 지점이 약 100m 남쪽으로 이동. 영업 킬로의 개 킬로는 없음.
- 2012년(2012년)
- 4월 29일: 신역사와 일체의 복합시설 「키타카라」(KITAcolor) 전면 개업.
- 5월 3일: 미치노에키 모르는 오픈.
- 2017년(2017년) 4월 1일: 창구 영업 시간을 단축해, 이른 아침·야간의 사원 배치가 취소가 된다.

### 역명의 유래
시명보다. 아이누어의 「야 ㇺ와카나이(라틴 음역: yam-wakka-nay)」〔찬・물(음료수)의 ・강〕에서.

## 역 구조
단식 홈 1면 1선이 있는 지상역.
이전에는 섬식 홈 1면 2선이었지만, 2010년(헤세이 22년) 1월 30일을 가지고 2번 선을 폐지해, 선로나 분기기, 출발 신호기, 장내 신호기가 철거되어, 봉선화 및 정류소 화했다(현역사 개업 이전에는 구내 건널목(경보기만)도 설치하고 있었다). 이에 따라 미나미왓카나이역에서 당역(선로 종단) 사이는 1폐색이 되어, 2열차 이상의 진입을 할 수 없게 되었다. 또, 이전의 일본 최북단의 선로로서 사용하고 있던 차정지와 레일이, JR홋카이도에서 왓카나이시에 기증되어 역전 광장상의 모뉴먼트 「일본 최북단의 선로」로서 2012년(2012년) 3월 복원되었습니다.
개찰구에서 홈으로 향하는 통로는 슬로프가 되어 있어, 배리어 프리화하고 있다. 사원 배치역(현재는 미나미왓카나이역의 피관리역). 개찰구 옆에 미도리의 창구, 자동권매기, 지정석권매기(신용카드 전용), 대기실이 있다.

### 승강장
|  | ■ 소야 본선 | 오토이넷푸·나요로·아사히카와 방면 |

## 역세권 정보
- 왓카나이 시청
- 국도 40호선
- 소야 버스 왓카나이 역 앞 터미널
- 노샷푸 곶
- 라페루즈 해협

### 버스 노선
- 소야 버스
  - 소야 곶 방면·덴보쿠 선 버스·걸어서 1분
  - 시내선, 노샷푸 곶 방면·걸어서 3분
  - 왓카나이 공항 방면

## 사진

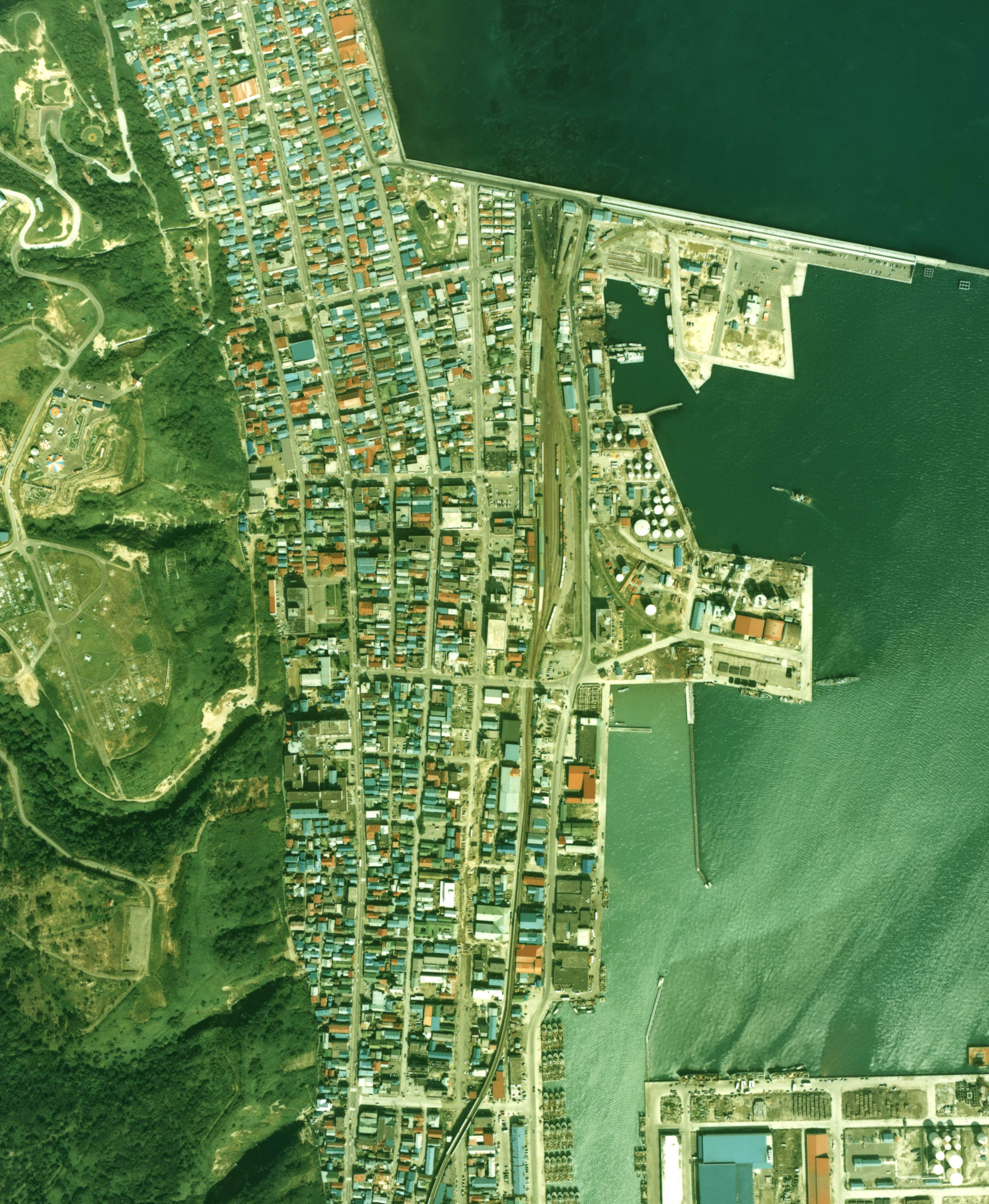
우주에서 본 왓카나이 역 (1977년 촬영, 일본 국토교통성 제공)

## 같이 보기
- 히가시네무로역(일본 최동단)
- 사세보역 (JR 최서단)
- 니시오야마역(JR 최남단)
- 아카미네역(일본 최남단)
- 나하공항역(일본 최서단)

## 인접역
| 홋카이도 여객철도 소야 본선    | 홋카이도 여객철도 소야 본선 | 홋카이도 여객철도 소야 본선 |
| ------------------------------ | --------------------------- | --------------------------- |
| 미나미왓카나이 아사히카와 방면 |                             | 시·종착역                   |